# Berih'ah
 (juillet 2017).
Brichah ou Berih'ah (en hébreu  בריחה signifiant évasion) est une organisation non gouvernementale qui s'occupa de l'émigration des Juifs d'Europe rescapés de la Shoah vers la Palestine mandataire.
Le mouvement devient le premier canal d'émigration. Après le pogrom de Kielce en 1946, le mouvement s'accentua avec 100 000 Juifs qui quittèrent l'Europe de l'Est en trois mois dont 60 000 la Pologne. Opérant en Pologne, en Roumanie, en Hongrie, en Tchécoslovaquie et en Yougoslavie pendant l'année 1948, Berihah a transféré environ 250 000 survivants en Autriche, en Allemagne et en Italie à travers des réseaux de contrebande. Utilisant les bateaux fournis par le Mossad Le'aliyah Bet (branche de la Haganah), ces réfugiés entrèrent par contrebande en Palestine. Ces immigrations illégales finirent avec la création d'Israël lorsque l'immigration devint légale.

## Histoire
À la fin de 1944 et au début de 1945, les Juifs membres de la résistance polonaise rencontrèrent à Lublin les survivants du ghetto de Varsovie. Ils créèrent Berihah pour aider les Juifs à quitter l'Europe. L'émigration des réfugiés juifs vers la Palestine était illégale, car les Juifs n'étaient ni autorisés à quitter les pays d'Europe de l'Est ni autorisés à s'installer en Palestine. Initialement dirigé par Abba Kovner, le mouvement le fut ensuite par la brigade juive. Abba Kovner organisa ensuite des actions clandestines de vengeance.
Le mouvement devient le premier canal d'émigration. Après le pogrom de Kielce en 1946, le mouvement s'accentua avec 100 000 Juifs qui quittèrent l'Europe de l'Est en trois mois dont 60 000 la Pologne.